# 三百三十五年戦争
三百三十五年戦争（さんびゃくさんじゅうごねんせんそう、英語: Three Hundred and Thirty Five Years' War、オランダ語: Driehonderdvijfendertigjarige Oorlog）は、オランダとシリー諸島（イギリスの南西沖にある）の間で1651年から1986年まで名目上戦われた戦争である。戦闘行為が終了したにもかかわらず平和条約が335年もの間締結されなかったために戦争中と扱われ、一発の銃も撃たれることなく、もっとも犠牲者が少ない、世界でもっとも長く続いた戦争であると言われているが、アラウコ戦争やレコンキスタなどさらに長く続いた断続紛争は存在する。

## 経緯

### 原因
この戦争の原因は、清教徒革命（イングランド内戦）にある。国王軍と議会軍が戦ったこの内戦において、議会軍を率いていたオリバー・クロムウェルは、国王軍と戦いながら次第にイングランドの端へと追い詰めていった。この結果としてイングランドの西では、コーンウォールが国王軍の最後の拠点となった。1648年、クロムウェルは議会軍の手がすぐ届く距離までコーンウォールへと迫った。
国王軍の主要な戦力は、チャールズ皇太子（後のチャールズ2世）に忠誠を誓う海軍であった。国王軍海軍は、コーニッシュ海岸の沖に浮かぶ国王派のバス伯爵ジョン・グランヴィル所領のシリー諸島へと撤退を強いられた。

### オランダ海軍との同盟
ネーデルラント連邦共和国（オランダ）海軍は、議会軍と同盟を組んでいた。オランダは、八十年戦争（1568年 - 1648年）の過程でエリザベス1世に始まり代々のイングランド統治者から援助を受けていた。1648年1月30日のミュンスター条約（Peace of Münster）によりオランダはスペインからの独立を獲得した。オランダはイングランドとの同盟を維持し続けようと努めており、内戦において勝ちそうな側と同盟を組もうとしていた。
オランダ海軍は、シリー諸島を根拠地とする国王軍海軍の攻撃による被害に悩まされていた。マールテン・トロンプ提督はシリー諸島へ赴き、国王軍艦隊によって拿捕された船舶や積み荷などへの賠償を要求した。
ブルストロード・ホワイトロックの記録によれば、1651年4月17日付けの書簡で「トロンプはペンデニス城へ来て、オランダの船舶と積み荷への賠償を要求し、受け入れられなければ宣戦布告すると語った」とある。
イングランドの大半は議会軍の手にあったため、宣戦はシリー諸島に対してのみ布告された。

### 国王軍の降伏
宣戦のすぐ後の1651年6月、ロバート・ブレイク提督に率いられた議会軍は、国王軍艦隊を降伏に追い込んだ。オランダ艦隊は、既に脅威が存在しなくなったために、一発も発砲せずに立ち去った。ある国家が、他国の一部に対して宣戦を布告するという曖昧さのため、オランダ艦隊は戦争終結を公式に宣言しないままであった。

### 平和条約
1985年、シリー諸島の議会の議長で歴史家でもあるロイ・ダンカン（Roy Duncan）が、ロンドンにあるオランダ大使館に対して手紙を送り、シリー諸島がまだ戦争中であるという「神話」について説明した。大使館の職員はこの話が事実であることを確認し、ダンカンはライン・ハイデコペル（Rein Huydecoper）駐英オランダ大使（当時）を諸島へ招いて平和条約に調印した。条約は戦争が始まって335年後の1986年4月17日付けで結ばれた。条約に調印したハイデコペル大使は、「戦争が継続していたために、シリー諸島がいつオランダに攻撃されるか分からないという状態で、住民にとってはずっと悩みであったに違いない」と冗談を飛ばした。

## 信頼性
レックス・リヨン・ボーリー（Rex Lyon Bowley）は著書「戦争中のシリー」（英題Scilly at War、2001年）の中で、ホワイトロックの記録が宣戦の伝説の起源であるらしいとし、「トロンプは政府からシリー諸島に対して宣戦布告する権限を与えられていなかった。実際には実力を見せ付けて国王軍から賠償を取り立てようとしたのだろうが、議会軍に対して攻撃となるようなことは何もできなかった。たとえ実際に戦争が1651年に起きていたとしても、イングランドとオランダの間で結ばれ、第一次英蘭戦争を終わらせた1654年のウェストミンスター条約で全ては解決していたであろう。」と主張した。